# Great American Biotic Interchange

Voorbeelden van gemigreerde soorten tijdens de Great American Interchange. Blauwe soorten zijn nieuwkomers in Zuid-Amerika met Noord-Amerikaanse voorouders, olijfgroene soorten zijn nieuwkomers in Noord-Amerika met Zuid-Amerikaanse voorouders.

De Great American Biotic Interchange (Engels voor: grote soortenuitwisseling tussen de Amerika's; ook wel Great American Interchange) was een gebeurtenis in het Plioceen (rond 3 miljoen jaar geleden), die de fauna van zowel Noord- als Zuid-Amerika drastisch veranderde. Door de vorming van de Landengte van Panama werden de twee continenten met elkaar verbonden en konden soorten dieren (zowel op het land als in zoet water levende dieren) van noord naar zuid en andersom migreren.
De vorming van de landbrug tussen Noord- en Zuid-Amerika had belangrijke gevolgen voor de flora en fauna van beide continenten, hoewel de overgang in Zuid-Amerika drastischer is geweest. De Zuid-Amerikaanse inheemse fauna, gekenmerkt door buideldieren, bleek in veel gevallen niet in staat te concurreren met de Noord-Amerikaanse indringers. Dit leidde tot massa-extinctie van Zuid-Amerikaanse soorten. De uitwisseling betrof vooral zoogdieren, maar ook vogels, geleedpotigen, reptielen en amfibieën migreerden over de nieuwe landbrug.
De megafauna die door de uitwisseling op beide continenten ontstond, zou later grotendeels uitsterven tijdens de Pleistocene massa-extinctie. Desondanks is de gebeurtenis goed terug te zien in de huidige biogeografie van de twee continenten.

## Situatie voor de uitwisseling

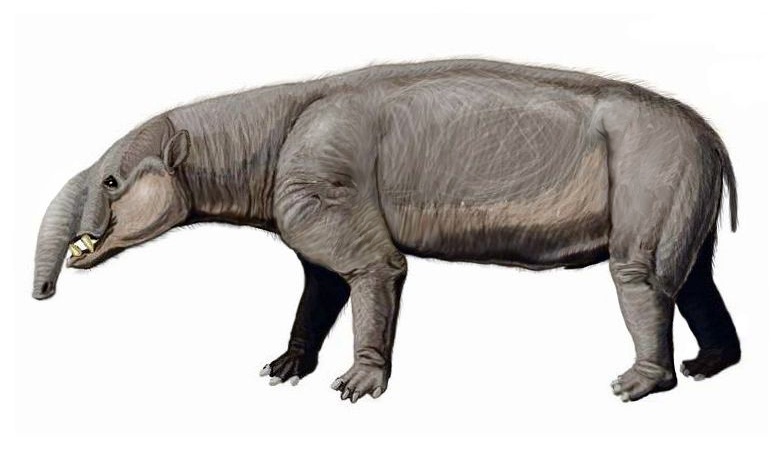
Astrapotherium magnum, een voorbeeld van een uitgestorven Zuid-Amerikaans hoefdier.

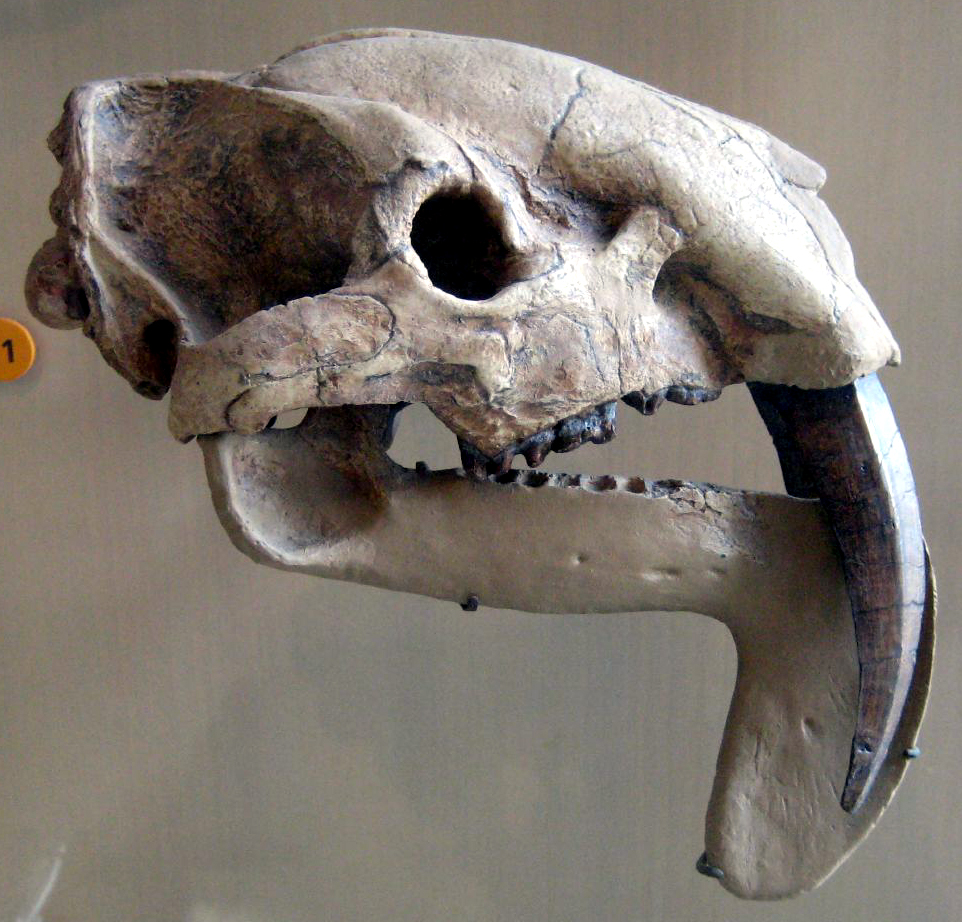
Schedel van Thylacosmilus atrox, een uitgestorven buideldier uit Zuid-Amerika, dat net als sabeltandkatten grote slagtanden had, maar niet aan ze verwant was.

### Zuid-Amerikaanse fauna
Zuid-Amerika is rond 160 miljoen jaar geleden, in het Jura, van het paleocontinent Gondwana losgekomen. Tot de vorming van de Landengte van Panama bleef het continent gedurende vele miljoenen jaren geïsoleerd omringd door oceanen liggen, vergelijkbaar met de huidige situatie van Australië. De evolutie kon daardoor in Zuid-Amerika onafhankelijk van andere continenten verlopen, waardoor een unieke fauna ontstond.
De endemische zoogdieren waren buideldieren, daaraan verwante Sparassodonta (een uitgestorven groep die wel tot de Metatheria behoort maar niet tot de buideldieren), Xenarthra en Meridiungulata (een groep die alle Zuid-Amerikaanse hoefdieren bevat, bestaande uit de Notoungulata, Litopterna, Astrapotheria en Pyrotheria).
Sparassodonta waren predators, een voorbeeld is de uitgestorven sabeltandkat Thylacosmilus. Andere belangrijke predators waren de schrikvogels, een uitgestorven groep loopvogels waarvan de grootste soorten meerdere meters hoog konden worden. Er leefden ook krokodillen (bijvoorbeeld Quinkana) en roofvogels (de naar huidige maatstaven gigantische Teratornithidae) in Zuid-Amerika die elders niet voorkwamen.
Xenarthra zijn een groep die gordeldieren, luiaards en miereneters bevat. Daarnaast bevat deze groep ook de uitgestorven groepen Pampatheriidae en Glyptodontidae - grote gepantserde dieren die wel op gordeldieren leken, grondluiaards - waarvan de grootste (Megatherium) zo groot als olifanten konden worden. Thalassocnus was een in het water levende soort luiaard.
De Zuid-Amerikaanse hoefdieren (Meridiungulata en Litopterna) verschenen in het Paleoceen en zijn waarschijnlijk nauw verwant aan de Condylarthra. Beide groepen stierven tijdens het Pleistoceen uit. Ze leken niet op groepen hoefdieren elders ter wereld. Macrauchenia had bijvoorbeeld een kort slurfachtig reukorgaan. Sommige groepen vertoonden een convergente of parallelle evolutie met groepen op andere continenten. De eentenige Thoatherium had poten vergelijkbaar met paarden, Pachyrukhos leek op een konijn en Trigodon op een neushoorn. Zowel de Meridiungulata als de Litopterna stierven tijdens het Pleistoceen uit. De Astrapotheria en Pyrotheria verdwenen al eerder.

### Noord-Amerika
Noord-Amerika was met tussenpozen wel verbonden geweest met andere continenten, zowel met Siberië (via de Beringlandbrug) als met Europa (in het Paleogeen, toen de noordelijke Atlantische Oceaan nog niet zo breed was als tegenwoordig kon soms tussen Groenland en Scandinavië uitwisseling van soorten optreden). Daarom verschilde de fauna van dit continent niet zo veel van andere continenten als in het geval van Zuid-Amerika.
De fauna van Noord-Amerika werd voor het plioceen gekenmerkt door Boreoeutheria, een wijde groep zoogdieren die wordt onderverdeeld in Laurasiatheria en Euarchontoglires, aangevuld met slurfdieren (Afrotheria).

## Eerdere uitwisselingen
Buideldieren komen zowel in Zuid-Amerika als Australië voor. Deze groep dieren moet tijdens het krijt (tot 65 miljoen jaar geleden) of Paleoceen (65 tot 55 miljoen jaar geleden) van Zuid-Amerika over Antarctica naar Australië gemigreerd zijn, toen deze drie continenten nog dicht bij elkaar lagen. Eén Zuid-Amerikaanse soort buideldier, de monito del monte, lijkt echter nauwer verwant aan de oudste Australische fossiele soort, Djarthia, wat kan betekenen dat sommige soorten van Australië terug naar Zuid-Amerika migreerden. In Patagonië is een 61 miljoen jaar oud fossiel van het cloacadier Monotrematum gevonden, een soort die verder alleen uit Australië bekend is en dus op vergelijkbare manier naar Zuid-Amerika kan zijn verspreid. Van loopvogels, een andere groep dieren die op beide continenten voorkomt, wordt aangenomen dat ze rond diezelfde tijd van Zuid-Amerika naar Australië trokken.
Ook in de tijd tussen het Paleoceen en Plioceen, toen Zuid-Amerika geïsoleerd lag, kwamen af en toe invasies van migranten van andere continenten voor. Dit wordt verklaard met het idee dat heel af en toe kleine dieren op stukken drijfhout de oceanen oversteken, een gebeurtenis die door biologen een rafting event genoemd wordt. Om voor succesvol nageslacht te zorgen hoeft maar een zwanger vrouwtje levend de oversteek te overleven, maar in losgeslagen stukken mangrovebos kunnen ook kolonies kleine dieren ineens de oceaan oversteken. Een andere theorie is dat nieuwkomers stapsgewijs via eilandgroepen de oceaan overstaken (eilandhoppen) en zo Zuid-Amerika konden bereiken.

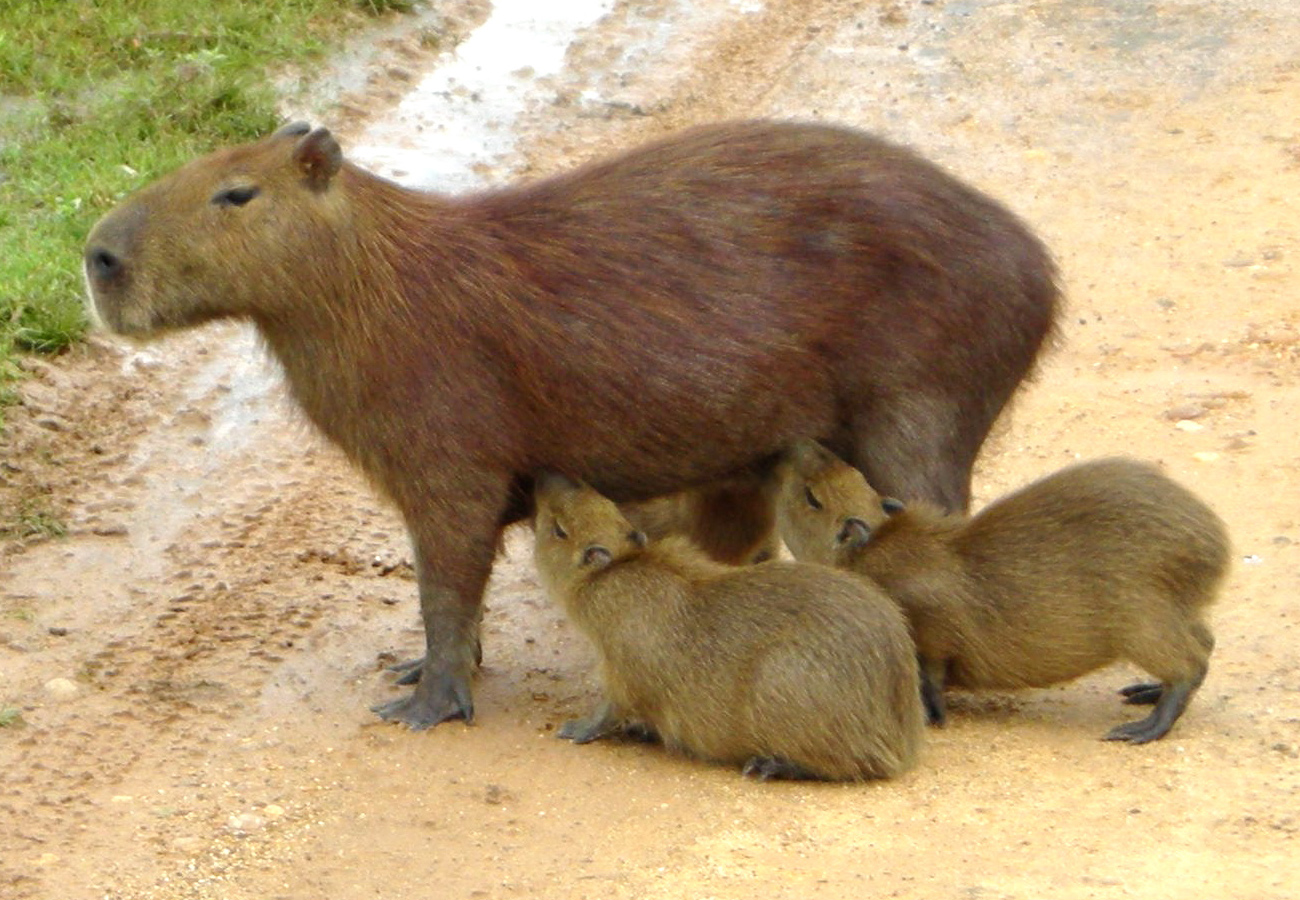
De capibara (Hydrochoerus hydrochaeris), een bekend voorbeeld van een Zuid-Amerikaans knaagdier. Deze groep evolueerde uit migranten die 32 miljoen jaar geleden uit Afrika naar Zuid-Amerika kwamen.

### Naar Zuid-Amerika vanaf andere continenten
Waarschijnlijk minstens 31,8 miljoen jaar geleden is de voorvader van alle Caviomorpha (Zuid-Amerikaanse knaagdieren) de Atlantische Oceaan overgestoken, van West-Afrika naar Zuid-Amerika. Niet alleen was deze oceaan in die tijd nog beduidend smaller, de westwaartse zeestroming op die plek kan bij de oversteek geholpen hebben. De migranten gedijden goed in Zuid-Amerika: alle Zuid-Amerikaanse knaagdieren (capibara's, chinchilla's, viscacha's, boomstekelvarkens enz.) zijn hun nakomelingen. De explosieve adaptieve radiatie van Caviomorpha ging ten koste van inheemse kleine buideldieren.
Later (ten minste 25 miljoen jaar geleden, tijdens het late Oligoceen) volgden primaten, ook uit Afrika. Om de oversteek te hebben kunnen overleven moeten dit kleine dieren zijn geweest, maar door gebrek aan concurrentie konden ze zich in Zuid-Amerika snel verspreiden, om de voorouders van alle apen van de Nieuwe Wereld te worden. Rond dezelfde tijd verschenen de eerste schildpadden (van het geslacht Kinixys) in Zuid-Amerika, waarschijnlijk uit Afrika.

### Uitwisseling tussen de Amerika's voor de vorming van de Landengte van Panama
De eerste zoogdieren die van Noord- naar Zuid-Amerika overstaken waren kleine beren rond 7 miljoen jaar geleden (late Mioceen). Ze evolueerden vervolgens in de op een hond lijkende Cyonasua, en vervolgens in de op een beer lijkende Chapalmalania. Beide soorten zijn uitgestorven. De kleine beren werden gevolgd door de knaagdierfamilie Sigmodontinae, pekari's en varkenssnuitskunks. Rond 9 miljoen jaar geleden waren bepaalde soorten grondluiaards andersom, van Zuid- naar Noord-Amerika, gemigreerd door eilandhoppen. De familie Megalonychidae had de Antillen al gekoloniseerd rond 20 miljoen jaar geleden, in het vroege Mioceen.
Fossiele vondsten in de Culebra-kloof in het bekken van het Panamakanaal en de Curré-formatie in Costa Rica tonen aan dat diverse Zuid-Amerikaanse groepen - kaaimannen, breedneusapen en tandarmen - al in de loop van het Mioceen de oversteek naar zuidelijk Midden-Amerika wisten te maken over de Centraal-Amerikaanse zeestraat, die destijds 100 tot 200 km breed was.
De vondst van fossielen uit het Laat-Mioceen van de evenhoevige Surameryx, het slurfdier Amahuacatherium, tapirs en pekari's in het Amazonebekken gaf aanleiding tot de "Baudo Pathway"-hypothese. Volgens deze hypothese vond er al uitwisseling van fauna tussen Noord- en Zuid-Amerika plaats in het late Mioceen over een landverbinding vanaf de huidige Panamakanaalzone via de Caribische Serranías de San Blas en vervolgens de Pacifische Serranía de Baudao naar de noordwestkust van Colombia. Van 10 tot 5 miljoen jaar geleden was deze route volgens de hypothese met onderbrekingen als gevolg van zeespiegelstijgingen aanwezig en vanaf 5 miljoen jaar geleden permanent. De eerste zoogdieren die Zuid-Amerika vanuit het noorden bereikten, waren waarschijnlijk vormen van het tropisch laaglandregenwoud.  De verdere verspreiding over tropisch Zuid-Amerika vanaf noordwestelijk Colombia werd deels geblokkeerd door de Cordillera Occidental en Cordillera Central. Zuidwaartse migratie was wel mogelijk en via het "Pacifische Portaal" bereikten de noordelijke immigranten Amazonia. Dit "Pacifische Portaal" verbond het Pacifische laagland met het Amazonebekken voordat vanaf 9 miljoen jaar geleden de Andes in Ecuador zich vormde. Er zijn echter twijfels over de ouderdom en classificatie van de voorgenoemde hoefdieren en slurfdier uit het Amazonebekken.

## De Great American Interchange
Rond drie miljoen jaar geleden vormde de Landengte van Panama zich en raakten de Amerika's verbonden. Dit veroorzaakte de grootste uitwisseling tot dan toe.
Deze uitwisseling bereikte zijn hoogtepunt tijdens de Noord-Amerikaanse stratigrafische etages Blancan (boven) en Irvingtonian (onder) en de Zuid-Amerikaanse etages Chapadmalalan en Uquian.
In het begin ging de migratie in beide richtingen gelijk op, maar de neotropische Zuid-Amerikaanse soorten bleken veel minder succesvol in Noord-Amerika dan de nearctische soorten in Zuid-Amerika. Neotropische soorten die naar Noord-Amerika trokken konden daar vaak de concurrentie niet aan met Noord-Amerikaanse soorten die dezelfde niches bezetten. De neotropische soorten die desondanks in staat waren een blijvende plek te veroveren zouden vervolgens niet erg sterk diversifiëren. Omgekeerd lukte het nearctische soorten wel zich in groten getale in Zuid-Amerika te vestigen om daar te diversifiëren. Een significant deel van de Zuid-Amerikaanse fauna werd door de nieuwkomers verdrongen en veel soorten stierven uit. In Noord-Amerika is geen enkel uitsterven bekend dat aan de komst van nieuwe soorten uit het zuiden geweten kan worden.

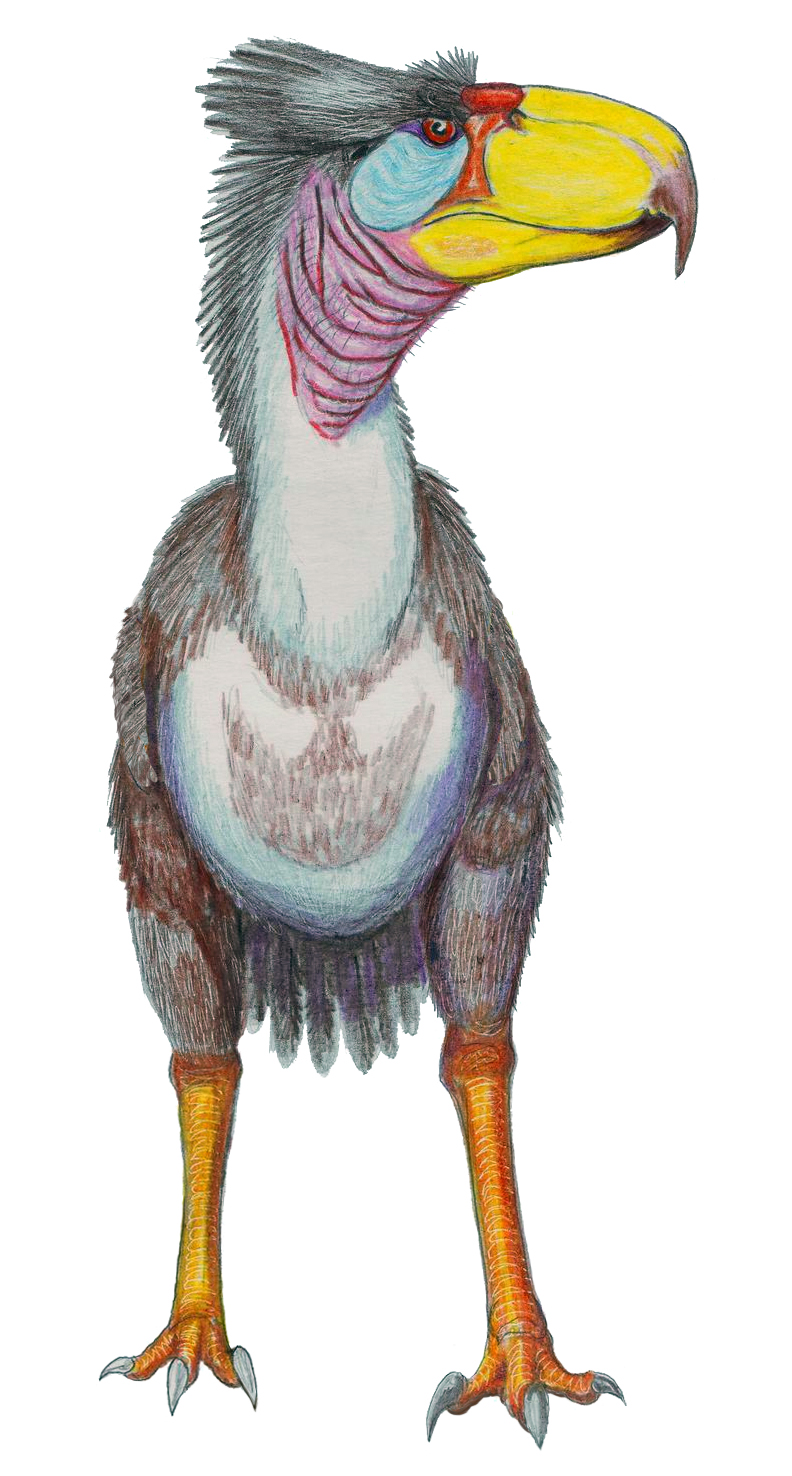
Titanis walleri, de enige soort schrikvogel die alleen in Noord-Amerika voorkwam.

### Zuid-Amerikaanse migranten
De schrikvogels waren aanvankelijk in staat zich in Noord-Amerika te vestigen. Er is bewijs dat ze zich al vijf miljoen jaar geleden, voor de vorming van de Landengte van Panama, door eilandhoppen naar Noord-Amerika hadden verspreid. Dit succes was echter tijdelijk. Zowel de vleesetende loopvogels als vleesetende buideldieren uit Zuid-Amerika zouden uiteindelijk op beide continenten verdwijnen.
Ook de Zuid-Amerikaanse hoefdieren hadden grote moeite met de concurrentie uit het noorden. Alleen een paar grotere soorten, zoals Macrauchenia en een aantal Toxodontidae, zouden de uitwisseling overleven. Onder de Notoungulata zouden de families Mesotheriidae en Hegetotheriidae tot in het Pleistoceen overleven.
De Zuid-Amerikaanse buideldieren en de Xenarthra deden het echter aanzienlijk beter. De knaagdieren en primaten die oorspronkelijk uit Afrika waren gemigreerd konden de concurrentie met de nieuwkomers goed aan, hoewel vrijwel alle soorten uit de familie Dinomyidae, de grootste Zuid-Amerikaanse knaagdieren, verdwenen. Met uitzondering van het Noord-Amerikaans boomstekelvarken en enkele uitgestorven soorten stekelvarkens en capibara's zijn er echter geen soorten geweest die zich blijvend in Noord-Amerika konden vestigen.
De Great American Interchange verklaart waarom tegenwoordig stekelvarkens, opossums en gordeldieren in Noord-Amerika voorkomen. Opossums en stekelvarkens waren succesvol: ze komen tot in Canada voor. Van de Xenarthra vestigden de meeste groepen zich succesvol in Noord-Amerika. De reusachtige grondluiaard Megalonyx kwam zelfs voor tot in Alaska en Yukon. Aan dit succes kwam een einde met de Pleistocene massa-extinctie rond 10.000 jaar geleden. Tegenwoordig is er in Noord-Amerika van de Cavimorfa, Xenarthra en buideldieren elk een soort overgebleven.

### Noord-Amerikaanse migranten
Vanuit Noord-Amerika migreerden hoefdieren (waaronder lama's, tapirs, hertachtigen en paarden), slurfdieren (van de uitgestorven groep Gomphotheriidae), roofdieren (katachtigen zoals de poema, echte sabeltandkatten, hondachtigen, marterachtigen, kleine beren en beren) en sommige knaagdieren naar Zuid-Amerika.
Ondanks enkele Zuid-Amerikaanse successen waren de Noord-Amerikaanse migranten in Zuid-Amerika veel succesvoller. De migratie en daaropvolgende adaptieve radiatie van Noord-Amerikaanse knaagdieren (Sigmodontinae) in Zuid-Amerika was zowel in aantallen als in aantal soorten succesvoller dan alle Zuid-Amerikaanse migranten in Noord-Amerika. Onder de succesvolste migranten naar Zuid-Amerika zijn de hond- en hertachtigen. Zuid-Amerika is tegenwoordig het continent met het grootste aantal soorten hondachtigen.

### Factoren bij succes

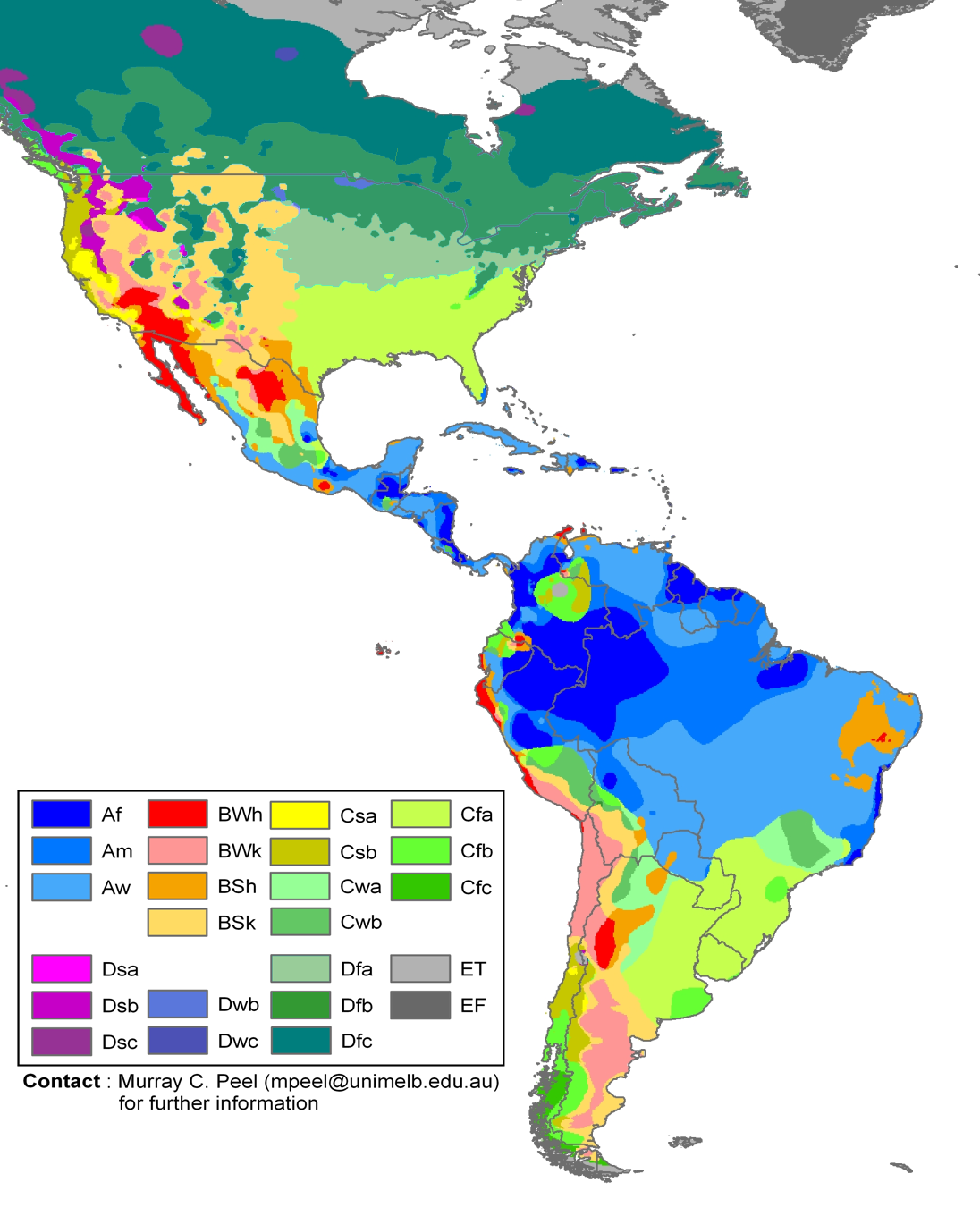
Kaart van de klimaatzones in de Amerika's, waarop duidelijk de asymmetrische klimaatverdeling te zien is. Tropische klimaten (blauwe kleuren - Af, Am en Aw) beslaan het grootste deel van Zuid-Amerika en bijna heel Midden-Amerika, maar nauwelijks gebied in Noord-Amerika.

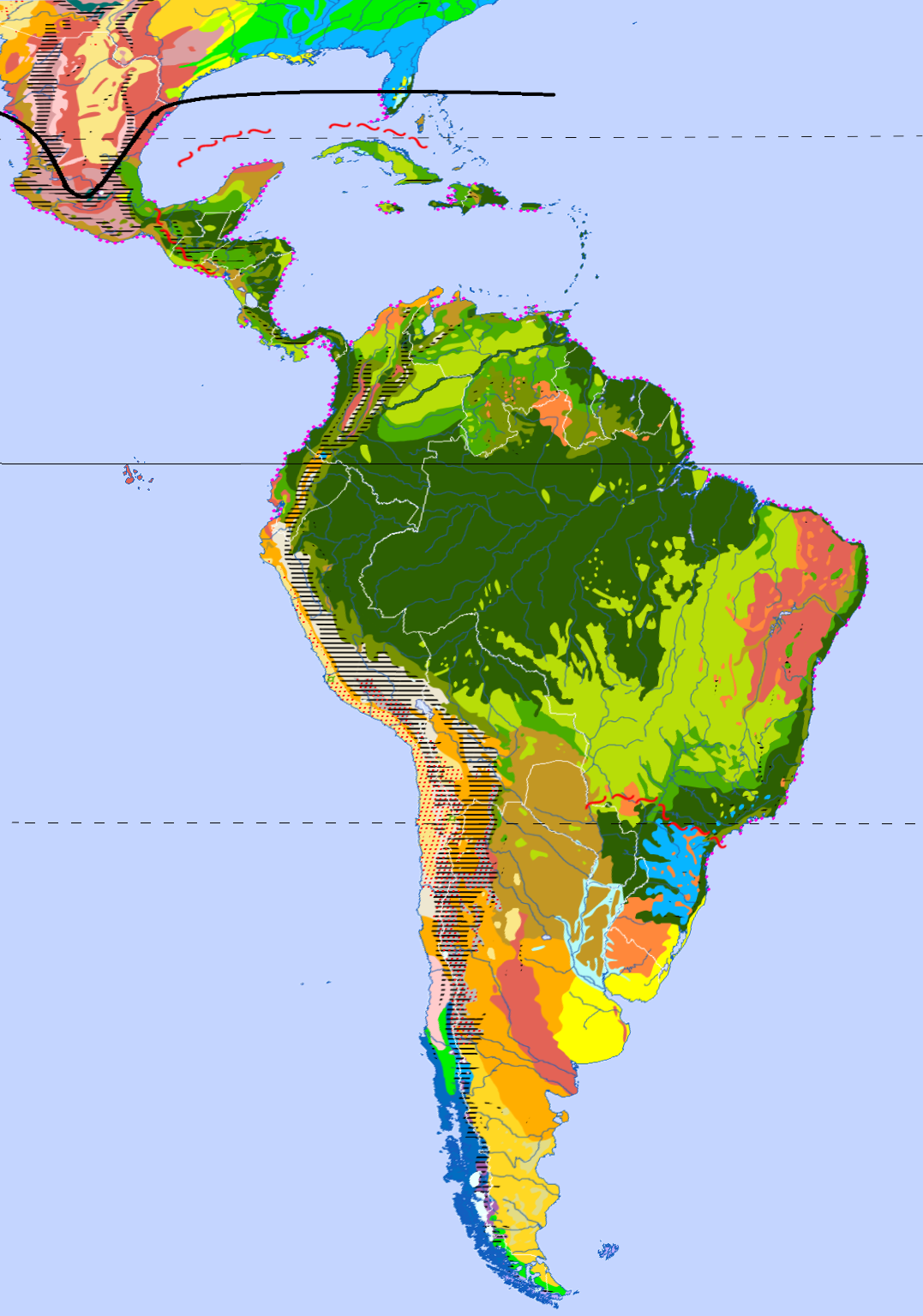
Kaart van de vegetatiezones in de Amerika's

Voor het feit dat de Noord-Amerikaanse soorten veel succesvoller waren dan de Zuid-Amerikaanse zijn twee factoren aangewezen, die beide met geografie te maken hebben. De eerste factor was het klimaat. De klimaatzones in de Amerika's waren in het Plioceen ongeveer gelijk aan die van tegenwoordig. Elke soort die bij de Landengte van Panama aankwam moest dus kunnen overleven in een vochtig en warm tropisch klimaat. De soorten die verder naar het zuiden migreerden zouden daarna in gebied komen waar het klimaat niet veel verschilde van dat in Panama. Soorten die naar het noorden migreerden zouden echter steeds drogere klimaatomstandigheden tegenkomen zodra ze bij de Trans-Mexicaanse Vulkanengordel aankwamen. Soorten die waren aangepast aan natte klimaten zouden dus weinig kans hebben verder noordelijk dan Midden-Amerika te migreren, behalve als ze zich eerst aan drogere omstandigheden aanpasten.
De tweede, belangrijkere factor die de mate van succes van migranten beïnvloedde was de grootte van het landoppervlak waarin hun voorouders evolueerden. Zoals gezegd lag Zuid-Amerika tijdens het Cenozoïcum (van 66 miljoen jaar geleden tot heden) geïsoleerd en omringd door oceanen. Noord-Amerika was verschillende keren met Azië verbonden. Er waren verschillende invasies over en weer tussen de twee continenten geweest, zodat de fauna zich goed kon mengen. Op dezelfde manier was Azië met tussenpozen verbonden geweest met Afrika en Europa, zodat de voorouders van Noord-Amerikaanse soorten in totaal een ongeveer zes maal zo groot landoppervlak ter beschikking hadden als de voorouders van Zuid-Amerikaanse soorten. Door grotere competitie waren Noord-Amerikaanse soorten competitiever: ze waren bijvoorbeeld gemiddeld genomen intelligenter en evolutionair gezien efficiënter. Vooral bij hoefdieren en grotere predators waren deze voordelen duidelijk merkbaar: de Noord-Amerikaanse indringers verdrongen op den duur de inheemse Zuid-Amerikaanse soorten helemaal.
De Xenarthra waren een uitzondering op deze regel. Door hun pantsering of scherpe klauwen waren ze goed in staat zichzelf te verdedigen tegen de nieuwe predators. Ze hoefden daarvoor niet snel of intelligent te zijn. Het kan zijn dat Xenarthra deze overlevingsstrategieën ontwikkelden door hun langzame stofwisseling, de langzaamste onder alle Theria. De langzame stofwisseling brengt ook een evolutionair voordeel mee, omdat ze zich niet hoeven toe te leggen op bepaalde soorten voedsel.